# Zec de Cap-Chat
Pour les articles homonymes, voir Cap-Chat (homonymie).
La zec de Cap-Chat (anciennement la réserve faunique de Cap-Chat) est une zone d'exploitation contrôlée située principalement aux Méchins, dans la municipalité régionale de comté La Matanie, dans la région administrative Bas-Saint-Laurent, au Québec, au Canada.

## Géographie
La zec de Cap-Chat est située dans la péninsule gaspésienne. Le poste d'accueil de la zec est accessible par la route du corridor panoramique longeant la rivière Cap-Chat. Un camping est aménagé au ruisseau l'Islet.
À partir de la limite du zec de Cap-Chat, la rivière Cap-Chat coule vers le nord-est, puis vers le nord, sur 57,5 kilomètres jusqu'à son embouchure dans le fleuve Saint-Laurent, dans la municipalité de Cap-Chat. Et 56,6 km de cette rivière est constituée en zone d'exploitation contrôlée soit le zec de la Rivière-Cap-Chat.

## Faune
La chasse est réglementée sur la zec. Les chasseurs doivent tenir compte de quotas et suivre les modalités concernant les périodes et les engins de chasse. Les principales espèce de gibier sur la zec sont le coyote, l'orignal, le cerf de Virginie, l'ours noir, la gélinotte et le lièvre.

## Toponymie
Le terme « Cap-Chat » se réfère à un ensemble de désignation de lieux de la région de Cap-Chat: seigneurie, zecs, canton, ville, anse, routes et rues, rivières, pointe, canyon et butte.